# Torre Turati (Mattioni)
La torre Turati è un grattacielo di Milano, alto 75 metri, che conta 23 piani. Prospetta sul lato meridionale dell'ampia piazza della Repubblica, fornendo accesso su via Turati al civico 30.

## Storia
La torre nasce in seguito al piano di rinnovamento dell'area di piazza della Repubblica, a partire dagli anni Trenta, dopo la costruzione della nuova stazione ferroviaria di Milano Centrale. L'edificio fa parte di un lotto occupato in precedenza da due palazzine di fine '800 ed è incluso in un più ampio progetto proposto al Comune da Mattioni, che proponeva la costruzione di due torri gemelle poggiate su una piastra a destinazione commerciale, raccordata alle dimensioni del tessuto circostante. Questa proposta, però, è stata attuata solo in parte, molti dei serramenti originali sono stati sostituiti e sulle facciate sono stati applicati numerosi macchinari per il condizionamento dell'aria.

## Descrizione
La Torre Turati è multifunzionale, destinata ad usi commerciali, residenziali e ad uffici. Ha una pianta rettangolare rastremata ai lati, similmente al MetLife Building di New York. Sulla facciata in stile moderno degli elementi prefabbricati rivestiti in marmo disegnano le colonne angolari e a completare vi è l'intelaiatura metallica, alternata alle finestre. La struttura è retta da una maglia di pilastri in cemento armato, disposti lungo il perimetro e intorno al corpo centrale, nel quale si trovano ascensori, scale e impianti di servizio, garantendo massima flessibilità in distribuzione. Non vi è infatti una distribuzione preordinata, ma punta alla massima adattabilità.